# Aeropuerto de Ouessant
El Aeropuerto de Ouessant (en francés: Aéroport d'Ouessant) (ICAO: FLEC), es un aeropuerto que sirve a la isla francesa de Ouessant. Se encuentra ubicado en la comuna de Lampaul en el departamento de Finisterre.

## Aerolíneas y destinos
| Aerolíneas | Destinos |
| ---------- | -------- |
| Finistair  | Brest    |